# Cantó d'Échirolles-Est
El cantó d'Échirolles-Est era una divisió administrativa francesa del departament de la Isèra, situat al districte de Grenoble. Compta amb 1 municipi i part del d'Échirolles. Va desaparèixer el 2015.

## Municipis
- Bresson
- Échirolles (part)

## Història
| Data d'elecció                           | Identitat         | Partit                     | Qualitat |
| ---------------------------------------- | ----------------- | -------------------------- | -------- |
| 1973-1985                                | Georges Kioulou   | PCF                        |          |
| 1985-1992                                | Alain Arvin-Bérod | PCF                        |          |
| 1992-2011                                | Claude Bertrand   | PCF, després Divers gauche |          |
| 2011-2015                                | Sylvette Rochas   | PCF                        |          |
| les dades anteriors no són pas conegudes |                   |                            |          |